# William Crowther (Politiker)

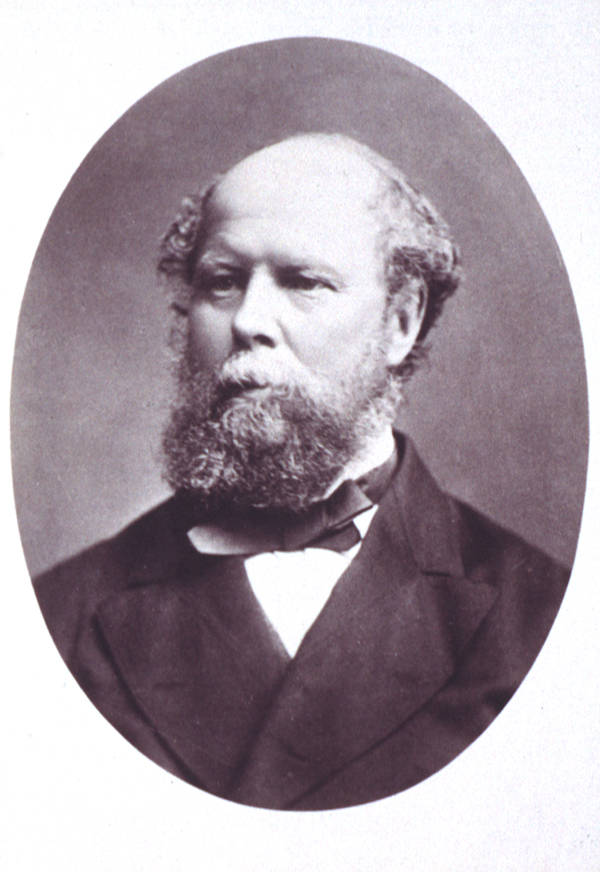
William Crowther

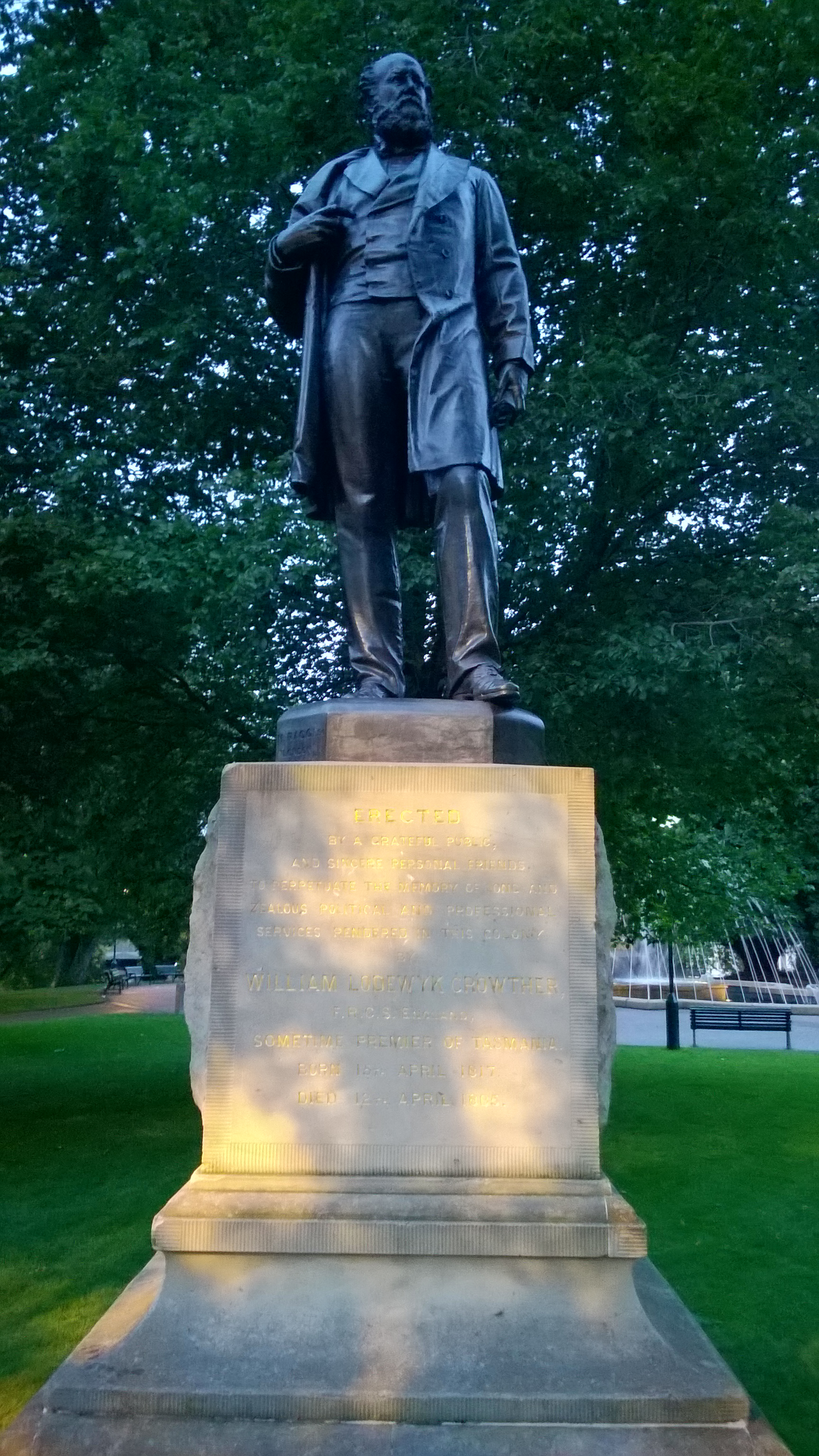
William Crowther-Statue am Franklin Square in Hobart.

William Lodewyk Crowther, FRCS (* 15. April 1817 in Haarlem, Niederlande; † 12. April 1885 in Hobart, Tasmanien) war ein australischer Politiker, der unter anderem zwischen 1878 und 1879 Premierminister von Tasmanien war.

## Leben
William Lodewyk Crowther absolvierte ein Studium der Medizin am St Thomas’ Hospital in London und der Universität von Paris, das er mit einem Doktor der Medizin beendete. Er wurde Mitglied der des Royal College of Surgeons of England (MRCS Eng) sowie des Royal College of Physicians (LRCP) und ließ sich 1842 als Arzt in Hobart nieder, wo er die Praxis seines Vaters William Crowther übernahm. Am 27. Oktober 1866 wurde er im Wahlkreis „Hobart Town“ zum Mitglied des Tasmanian House of Assembly gewählt, dem er bis zu seinem Rücktritt im Dezember 1866 angehörte. Am 22. März 1869 wurde er Mitglied des Tasmanischen Legislativrates (Tasmanian Legislative Council) und vertrat in diesem bis zu seinem Tode am 12. April 1885 den Wahlkreis „Hobart“.
Crowther wurde 1869 bekannt für die angebliche Verstümmelung der sterblichen Überreste von William Lanne, dem vermutlich „letzten männlichen tasmanischen Ureinwohner“, Er wurde verdächtigt, Lannes Schädel entnommen und an das Royal College of Surgeons in London geschickt zu haben. Aufgrund von Vorwürfen im Zusammenhang mit dieser Verstümmelung wurde er von seiner Tätigkeit als ehrenamtlicher Arzt am Hobart General Hospital suspendiert. Eine Untersuchung ergab, dass zwei Verstümmelungen stattgefunden hatten, die erste im Colonial Hospital, die andere in der Nacht der Beerdigung des am 3. März 1869 verstorbenen Lanne auf dem Friedhof. Dr. Crowther und Dr. G. Stokell, der diensthabende Arzt des Krankenhauses, wurden des ersten verdächtigt, die Royal Society of Tasmania des zweiten. Eine 48-seitige Petition mit dicht gedrängten Unterschriften wurde an Gouverneur Charles Du Cane geschickt, um die Aufhebung von Crowthers Suspendierung zu fordern – jedoch ohne Erfolg.
Trotz dieser Kontroverse wurde er am 22. März 1869 Mitglied des Tasmanischen Legislativrates (Tasmanian Legislative Council) und vertrat in diesem bis zu seinem Tode am 12. April 1885 den Wahlkreis „Hobart“. Als Nachfolger von William Giblin wurde er am 20. Dezember 1878 Premierminister von Tasmanien und bekleidete dieses Amt bis zu seiner Ablösung durch William Giblin am 30. Oktober 1879, der daraufhin seine zweite Regierung bildete.
Aus seiner Ehe mit Victoria Marie Louise Muller gingen acht Kinder hervor, darunter Edward Crowther (1843–1931), der ebenfalls Arzt sowie von 1878 bis 1912 Mitglied des Tasmanian House of Assembly war. Sein Enkel Sir William Edward Lodewyk Hamilton Crowther (1887–1981), Edward Crowthers Sohn, war ebenfalls Arzt und zwischen 1953 und 1954 Präsident des Medical Council of Tasmania, des Medizinischen Rates dieses Bundesstaates, und übergab 1964 die W. L. Crowther Library an die Staatsbibliothek (State Library of Tasmania).

## Hintergrundliteratur
- N. Bartley: Opals and Agates, Brisbane 1892